# Adrien Lainé
Adrien Lainé est un peintre français né le 8 septembre 1799 à Paris et mort dans la même ville le 20 mai 1881.

## Biographie
Adrien Lainé est né dans l'ancien 2e arrondissement de Paris le 8 septembre 1799, issu d’une famille d’origine normande. Il épouse le 25 juillet 1822 Rosalie Farcy à l’église de la Madeleine à Paris. Il habite alors rue de Caumartin.
Employé au ministère de la Marine, il s’initie à la peinture sous la direction de Louis-Philippe Crépin, l'un des deux premiers peintres officiels de la Marine, qui a un atelier au ministère. Il devient ensuite élève de Théodore Gudin.
En 1830, il participe à l’expédition d’Alger avec Crépin, Gudin et Eugène Isabey.
Son œuvre comporte principalement des marines, vues de Manche et de mer du Nord, auxquelles s’ajoutent des tableaux d’Algérie et de Provence.
De 1836 à 1861, il participe régulièrement au Salon (au Louvre, puis au Palais-Royal) où il présente ses œuvres.
En 1844, L’Illustration lui écrit une critique favorable : « On fait des éloges à M. Adrien Lainé, garçon de bureau au ministère de la Marine, pour ses Naufragés, sujet traité avec une vigueur remarquable, et pour sa belle Vue des environs de Marseille. M. Lainé pourra devenir un peintre de mérite reconnu. ».

## Salons
- 1836 : Le Naufrage d'un vaisseau.
- 1837 : Corvette mouillée au moment de son démâtage pendant un ouragan, effet de nuit.
- 1838 : Corvette courant vent arrière à la fin d'un coup de vent dans lequel elle a été démâtée de son grand mât de hune.
- 1839 : Marine ; Naufrage du vaisseau de guerre français le Banel, sur les côtes de l’Algérie, près le cap Tenez (15 janvier 1802).
- 1841 : Marine par un gros temps ; Souvenir de Hollande.
- 1842 : Souvenir de Hollande.
- 1843 : Naufrage de la corvette la Marne, commandée par M. Gatier, capitaine de corvette, à Stora, côte d'Afrique (25 janvier 1841).
- 1844 : Les Naufragés ; Vue des environs de Marseille.
- 1847 : Vue des environs de Marseille.
- 1848 : Côtes de Normandie, marée basse ; Les Naufragés, soleil couchant ; Marine ; Vue de Boulogne, jetée de l'ouest.
- 1850 : Souvenirs de Hollande ; Vue prise aux environs d’Alger, effet de brouillard.
- 1852 : Le coup de vent, marine.
- 1861 : Effet de lune.

## Œuvres dans les collections publiques
- Bagnères-de-Bigorre, musée Salies :
  - Vue d'Algérie, environs de Cherchel[6] ;
  - Vue d'Algérie, Vue de la baie d’Alcen, depuis la Bouzeneah, prise de la mosquée Sidi Abd-er-Rhamane [7].

Œuvres d'Adrien Lainé
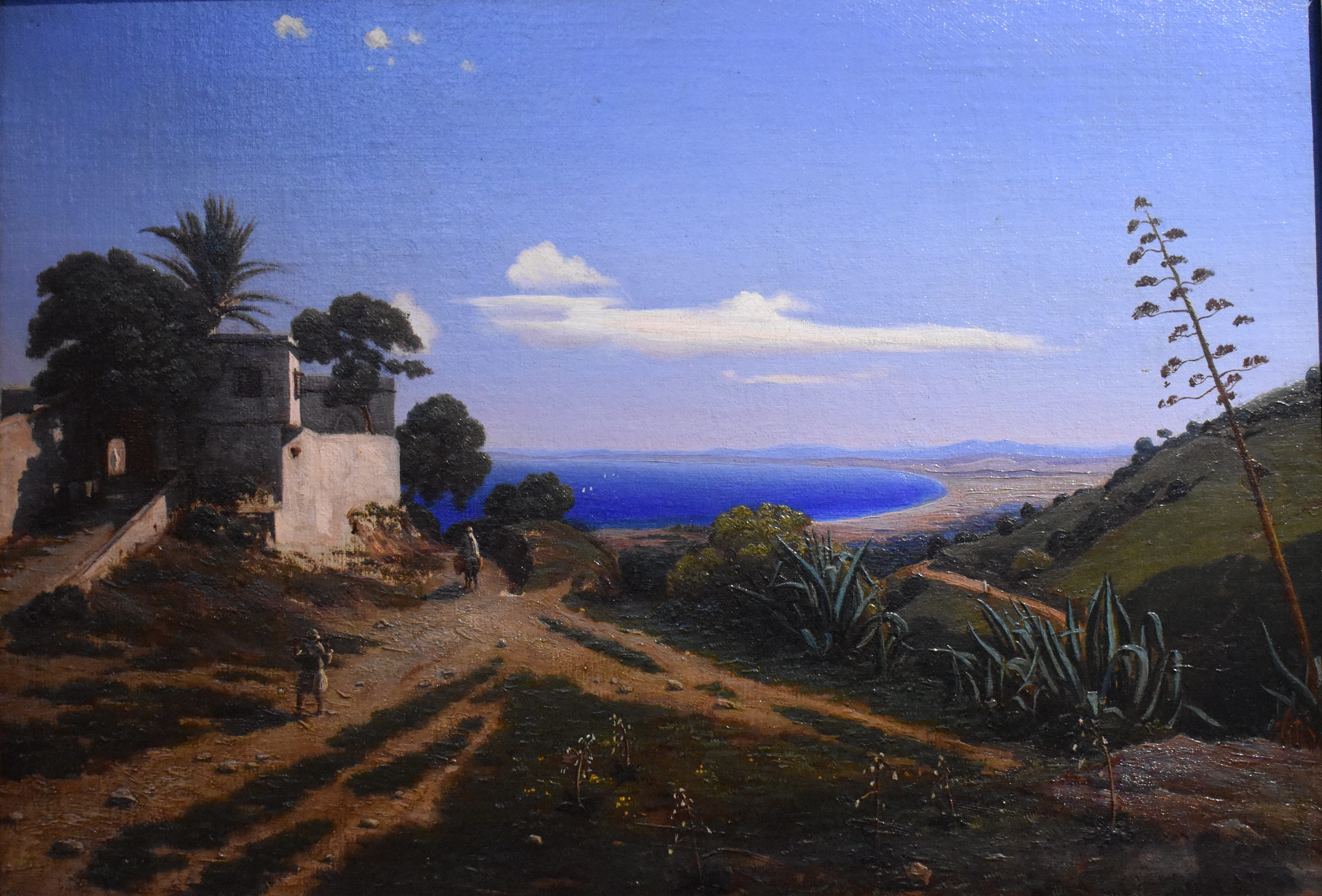
Vue d'Algérie, Vue de la baie d’Alcen, depuis la Bouzeneah, prise de la mosquée Sidi Abd-er-Rhamane, Bagnères-de-Bigorre, musée Salies.
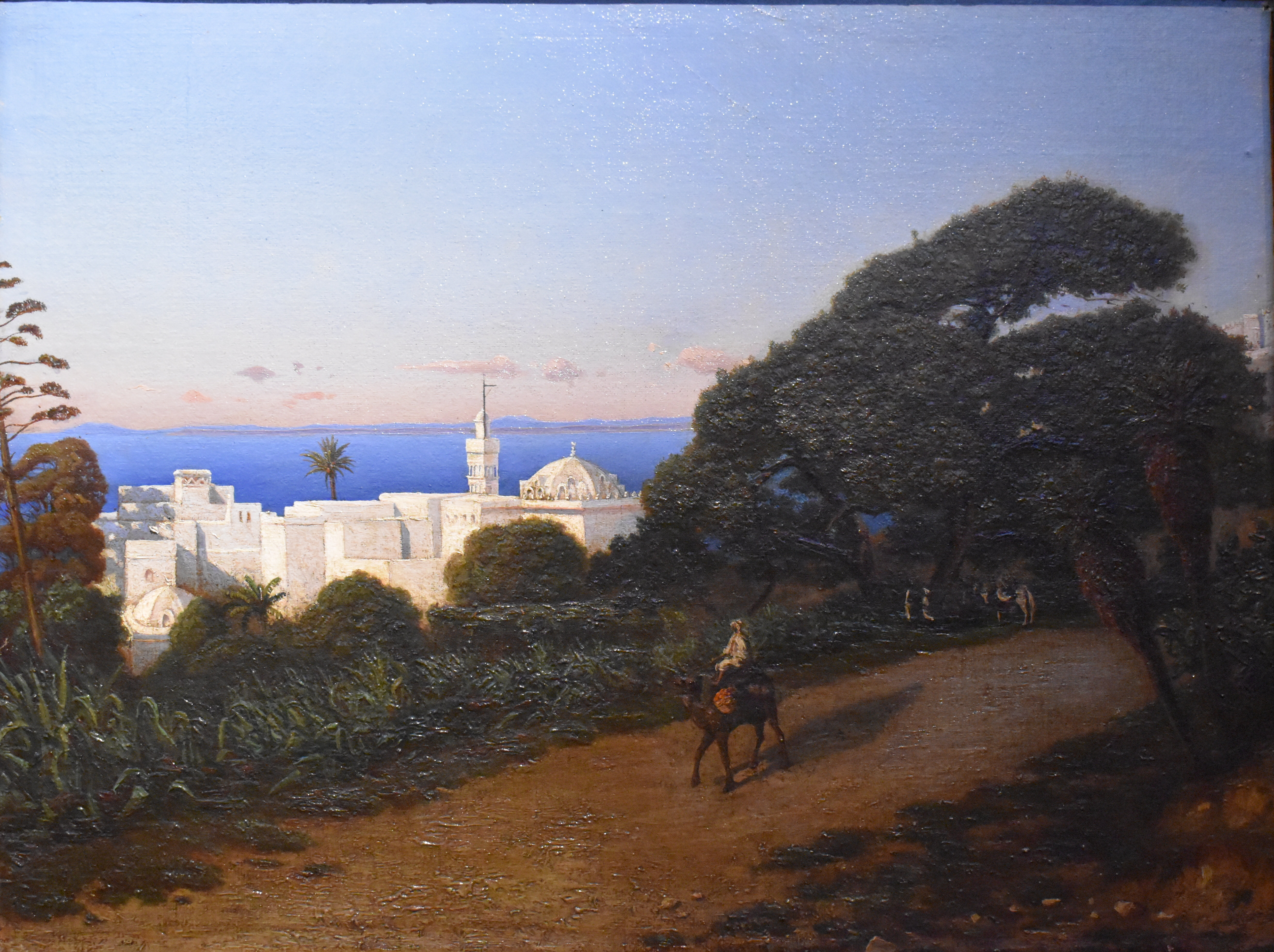
Vue d’Algérie, environs de Cherchel, Bagnères-de-Bigorre, musée Salies.
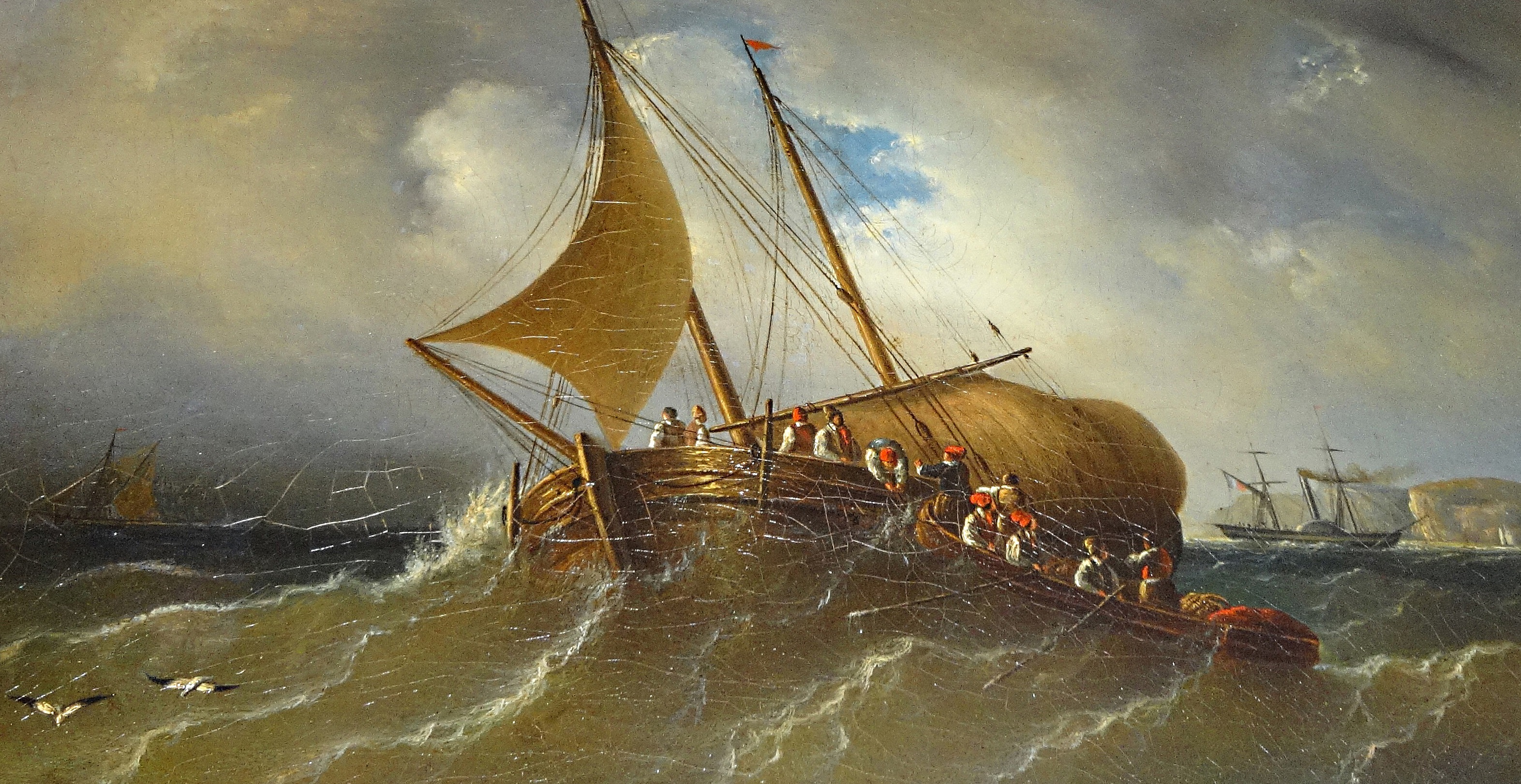
Marine par gros temps (Salon de 1841), collection privée.